# Последний курорт (фильм, 2025)
«Последний курорт» (англ. The Last Resort) — будущая филиппинская романтическая комедия режиссёра Дональда Петри по сценарию Карен Маккалл. Главные роли в фильме исполнили Дейзи Ридли и Олден Эренрайк.

## Сюжет
Сотрудница отеля по имени Брук (Ридли) была отправлена на Филиппины, чтобы найти место для нового курорта. Там она встречает очаровательного пилота чартерного рейса Бена (Эренрайк). Она должна решить, вернуться ли ей домой или остаться с Беном.

## В ролях
- Дейзи Ридли — Брук
- Олден Эренрайк — Бен
- Тиа Каррере — Рейна
- Милен Дизон
- Тетчи Агбаяни
- Тонтон Гутьеррес
- Дилан Менор
- Райри София
- Риччи Чан
- Джо Кой

## Производство
В январе 2025 года стало известно, что в разработке находится романтическая комедия режиссёра Дональда Петри и сценариста Карен Маккалл. В марте Дейзи Ридли и Олден Эренрайк были утверждены на главные роли Брук и Бен. Основные съёмки начались в апреле 2025 года на острове Палаван. Среди мест съёмок — Филиппины. Для участия в фильме был проведён кастинг филиппинских актёров. В апреле Тиа Каррере получила роль Рейны в фильме. В том же месяце Джо Кой получил роль в фильме.